# Aviernoz
Aviernoz è un comune delegato e frazione del comune di Fillière, situato nel dipartimento dell'Alta Savoia della regione dell'Alvernia-Rodano-Alpi. In precedenza comune autonomo, il 1º gennaio 2017 è confluito insieme agli ex comuni di Évires, Thorens-Glières, Les Ollières e Saint-Martin-Bellevue per costituire il nuovo comune di Fillière.

## Società

### Evoluzione demografica
Abitanti censiti